# Ophioceramis rugosa
Ophioceramis rugosa är en ormstjärneart som beskrevs av Hubert Lyman Clark 1941. Ophioceramis rugosa ingår i släktet Ophioceramis och familjen fransormstjärnor. Inga underarter finns listade i Catalogue of Life.